# EFMD Quality Improvement System
O EFMD Quality Improvement System (EQUIS) é uma associação de acreditação escolar, especializada em instituições de ensino superior de administração, administradas pela Fundação Europeia para o Desenvolvimento Gerencial (EFMD). Credenciou 172 instituições em 41 países.

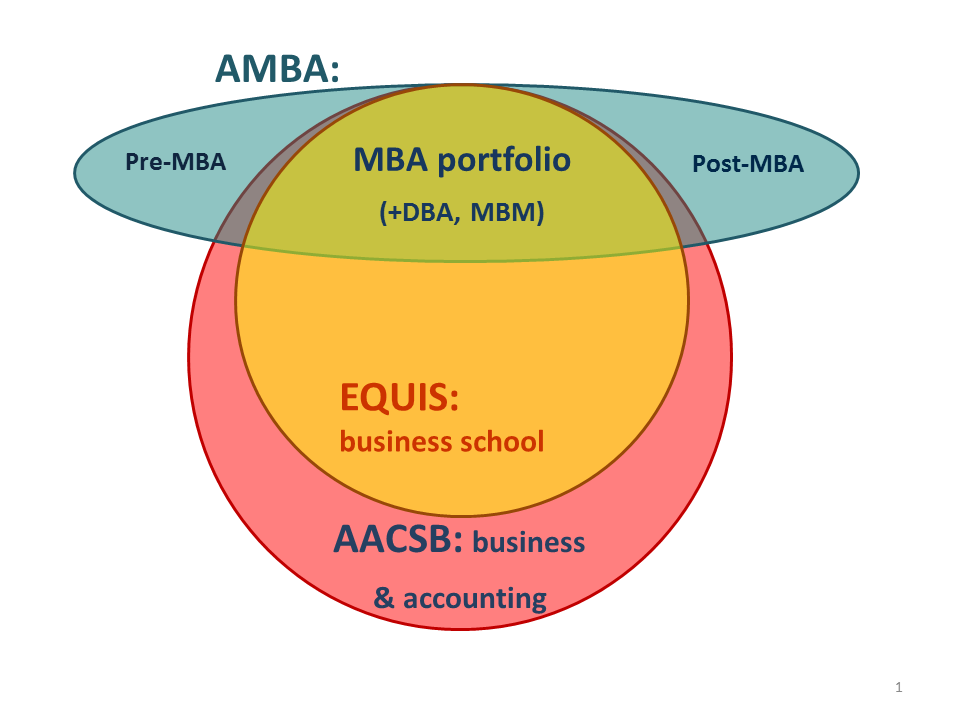
Escopo da acreditação de escolas de negócios para AACSB, EQUIS e AMBA

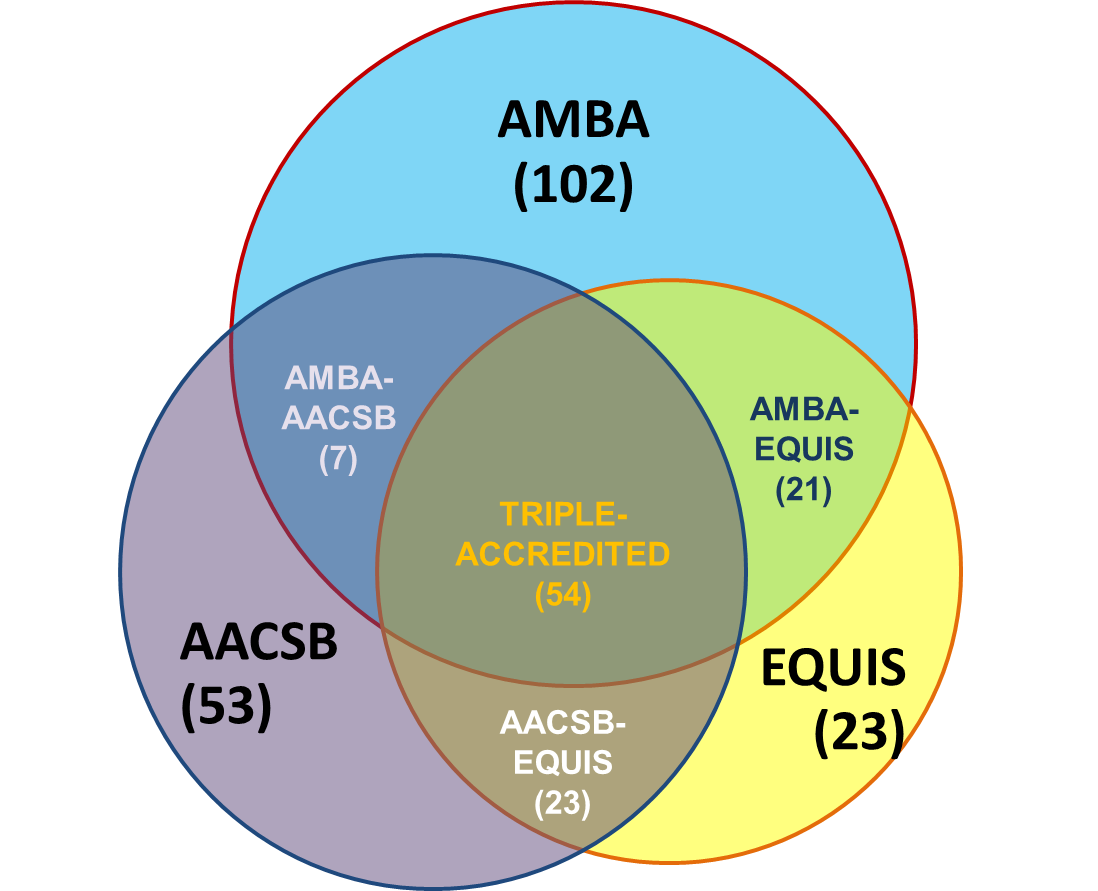
Número de escolas com certificação única, dupla e tripla (AACSB-AMBA-EQUIS) fora da América do Norte

## História
Os diretores da EQUIS em 2018 foram Ulrich Hommel e David Asch.

## Acreditação
O credenciamento é concedido às escolas de negócios com base na qualidade geral. O processo também leva em consideração o nível de internacionalização da escola de negócios, que não é um requisito estrito para credenciamento pelos outros dois principais organismos internacionais de acreditação: AACSB e AMBA . Tão longe,     todas as escolas de negócios EQUIS totalmente credenciadas que solicitam o credenciamento AACSB foram bem-sucedidas, o que não foi o caso inverso.
A acreditação do EQUIS pode ser concedida por três anos (com relatórios anuais de progresso nas áreas de melhoria necessárias) ou por cinco anos (com um relatório de progresso intermediário sobre os objetivos de desenvolvimento necessários).